# Mary Manley
Mary de la Riviere Manley, més coneguda com a Mary Manley, (Jersey, Illes del Canal, 7 d'abril de 1663 - Londres, 11 de juliol de 1724) fou una novel·lista, dramaturga i escriptora britànica. Va aconseguir notorietat per presentar escàndols polítics en forma de romanç. La seva obra Secret Memoirs...of Several Persons of Quality (1709) va ser una crònica que tractava d'exposar els vicis privats dels ministres Whig. Després de la seva publicació, va ser arrestada per difamació però va quedar finalment absolta.